# Azamara Onward
Azamara Onward è una nave da crociera di proprietà della Azamara Cruises.

## Storia

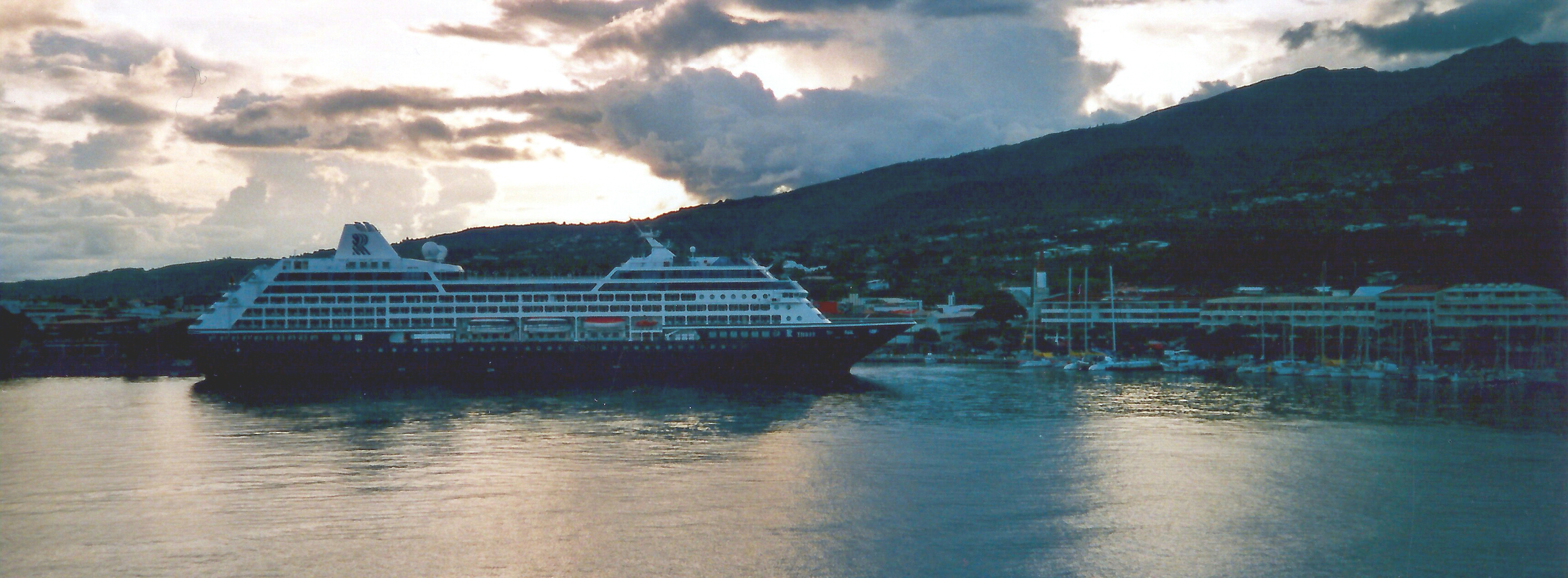
R Three in servizio per Renaissance Cruises a Papeete nel 2000.

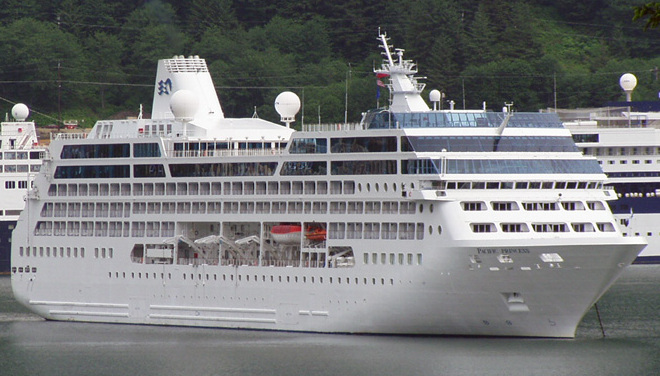
Pacific Princess in servizio per Princess Cruises a Juneau nel 2012 con la prima livrea.

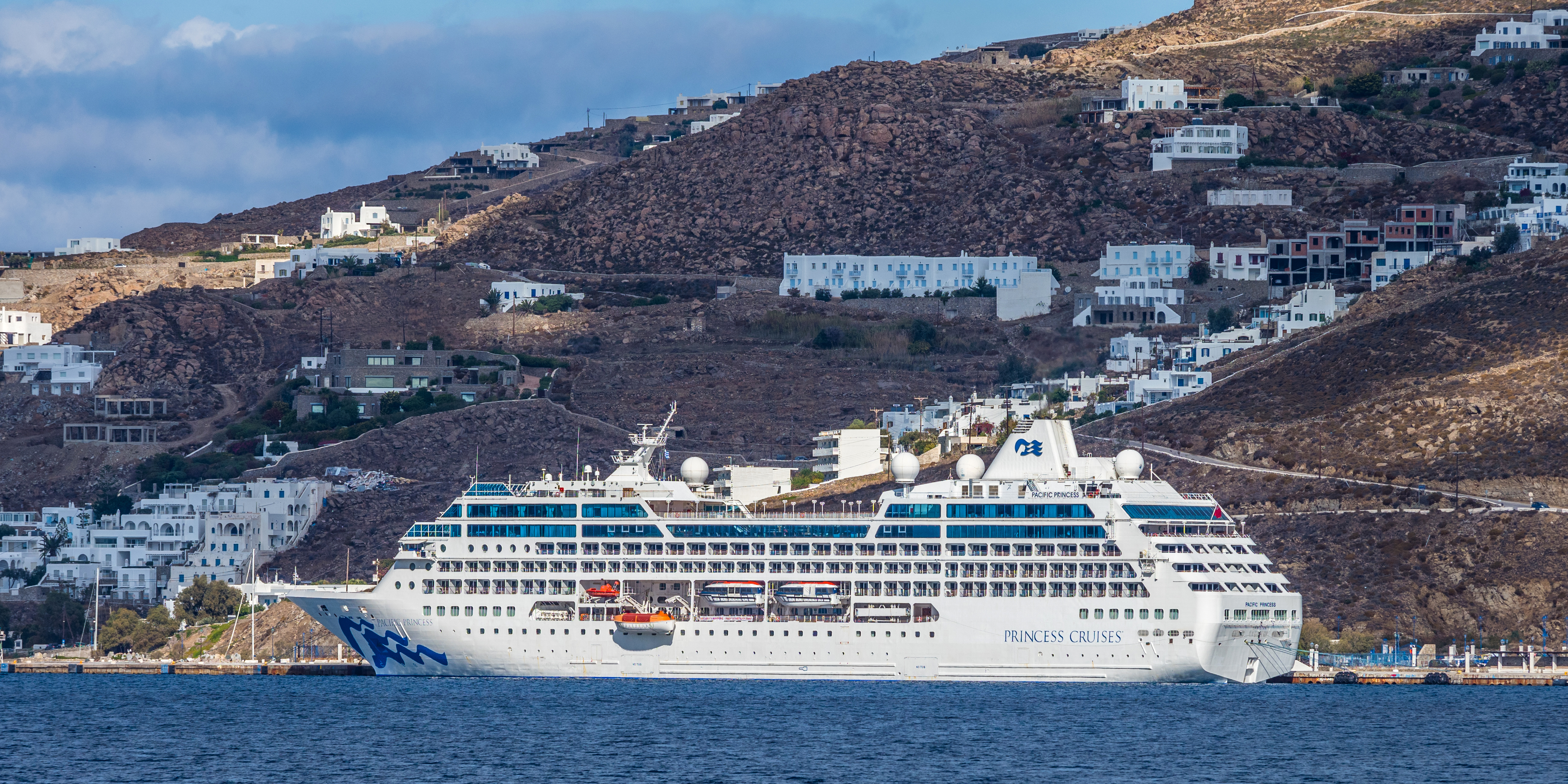
Pacific Princess in servizio per Princess Cruises a Mykonos nel 2017 con la seconda livrea.

La nave entrò in servizio nel 1999 per Renaissance Cruises con il nome R Three ed era utilizzata principalmente per crociere nella Polinesia Francese. Nel 2001, in seguito alla bancarotta della compagnia, tutte le navi vennero sequestrate e vendute o noleggiate. Princess Cruises noleggiò la R Three (che diventò Pacific Princess) e una delle sue gemelle R Four (che cambiò nome in Ocean Princess). Pacific Princess, chiamata così in onore della precedente nave omonima famosa per la serie Love Boat, fu definitivamente acquistata nel 2002 e subito messa in attività. Il 14 ottobre 2016, a Nizza, è stata investita da una forte folata di vento che ha spinto lo scafo contro il muro, provocando danni a babordo sotto la linea di galleggiamento. Nessun passeggero o membro dell'equipaggio è rimasto colpito . Il 25 agosto 2018 la nave salvò 3 pescatori dalla loro zattera dopo circa 4 ore dall'affondamento del peschereccio in cui si trovavano, avvenuto nel Mare del Nord al largo di Norfolk. Nel marzo 2020, in seguito allo scoppio della pandemia di COVID-19, nonostante non ci fossero casi certi di infetti a bordo, alla nave non fu permesso l'attracco in molti porti. Dopo una tappa a Perth in cui sbarcarono vari passeggeri, i rimanenti 115 furono costretti in mare per settimane prima di arrivare ad aprile a Los Angeles e poter scendere definitivamente a terra .
Il 21 gennaio 2021 Princess Cruises. ha annunciato che la nave era stata venduta alla compagnia Azamara Cruises. Nel marzo del 2021 cambia nome in P Prince, in attesa di prendere il nome futuro Azamara Onward.

## Navi gemelle
- Insignia (ex R One)
- Regatta (ex R Two)
- Sirena (ex R Four)
- Nautica (ex R Five)
- Azamara Journey (ex R Six)
- Azamara Quest (ex R Seven)
- Azamara Pursuit (ex R Eight)